# Municipio de Polk (condado de Shelby)
El municipio de Polk (en inglés: Polk Township) es un municipio ubicado en el condado de Shelby en el estado estadounidense de Iowa. En el año 2010 tenía una población de 141 habitantes y una densidad poblacional de 1,48 personas por km².

## Geografía
El municipio de Polk se encuentra ubicado en las coordenadas 41°43′57″N 95°9′5″O / 41.73250, -95.15139. Según la Oficina del Censo de los Estados Unidos, el municipio tiene una superficie total de 95.48 km², de la cual 95,48 km² corresponden a tierra firme y (0 %) 0 km² es agua.

## Demografía
Según el censo de 2010, había 141 personas residiendo en el municipio de Polk. La densidad de población era de 1,48 hab./km². De los 141 habitantes, el municipio de Polk estaba compuesto por el 97,16 % blancos y el 2,84 % eran de una mezcla de razas. Del total de la población el 0 % eran hispanos o latinos de cualquier raza.